# Tinodes assimilis
Tinodes assimilis är en nattsländeart som beskrevs av Mclachlan 1865. Tinodes assimilis ingår i släktet Tinodes och familjen tunnelnattsländor. Inga underarter finns listade i Catalogue of Life.